# Fredrik August Adelswärd
Fredrik August Adelswärd, född 8 maj 1779 i Norrköping, död 7 februari 1814 i Kättilstads socken, Östergötlands län, var en svensk friherre och hovmarskalk.

## Biografi
Fredrik August Adelswärd var son till översten friherre Erik Göran Adelswärd och dennes första hustru, grevinnan Eva Helena von Fersen, dotter till Carl von Fersen och Charlotta Sparre. Vid drygt ett års ålder blev Adelswärd  kornett vid lätta dragonerna samt inte fyllda sju år fänrik vid livgrenadjärregementets rusthållsdivision. 
Adelswärd blev löjtnant vid Livgrenadjärregementet 1794, men tog avsked 1802. Han blev kammarherre 1807 och hovmarskalk 1812. Från 1810 var han registrator vid Kungl. Maj:ts orden. Adelswärd blev invald som ledamot nummer 186 i Kungliga Musikaliska Akademien den 4 januari 1800.
Adelswärd var gift med friherrinnan Johanna Charlotta Stierncrona och far till August Theodor Adelswärd.